# Эукнемезавр
Эукнемезавр (лат. Eucnemesaurus, с греч. буквально — ящер с хорошими голенями) — род примитивных динозавров подотряда завроподоморфов, обычно считаемый синонимом эускелозавра (Euskelosaurus). Недавнее исследование, проведённое в 2006 году Йейтсом, показало, однако, что этот род валиден и является тем же животным, что и «гигантский герреразаврид» Aliwalia.

## История открытия
Имя было дано Эгбертом ван Хопеном (Egbert Cornelis Nicolaas van Hoepen) в 1920 году. Видовое название — Eucnemesaurus fortis, что с латыни означает «эукнемезавр сильный». Вид основывается на голотипе TrM 119 — неполном скелете, включающем позвонки, часть таза, бедро и две больших берцовых кости. Останки были найдены ван Хопеном в слоях, относящихся к позднему карнийскому — раннему норийскому ярусам триасового периода, в формации Эллиот, провинция Фри-Стейт, Южно-Африканская Республика.
Йейтс отнёс род к новому семейству Riojasauridae, куда также входит риохазавр, который иногда причисляется к меланорозавридам.

## Aliwalia
Ископаемые материалы, в настоящее время отнесённые к эукнемезавру, раньше выделялись в отдельный род и вид, Aliwalia rex. Родовое имя было взято из названия заповедника Аливала в Южно-Африканском Союзе, где были найдены первые останки. Ископаемые свидетельства этого вида был сравнительно небольшими, на протяжении многих лет были известны только фрагменты бедра и верхняя челюсть.
Размеры бедренной кости привели многих палеонтологов к мысли, что Aliwalia была плотоядным динозавром, слишком большим для эпохи, в которой она жила. Её размеры сопоставимы с крупными юрскими и меловыми тероподами, такими, как аллозавр, которые жили через десятки миллионов лет после аливалии. Оригинальный материал имеет сильное сходство с герреразавром, причём настолько, что Aliwalia была первоначально объявлена герреразавридом.
Однако поздняя повторная оценка материала показала, что челюсть, отнесённая к Aliwalia, не принадлежит, в отличие от других материалов, эукнемезавру, поскольку она принадлежала плотоядному животному. Кроме того, новый материал наглядно демонстрирует родство завроподоморфов с этим более поздним родом.